# Neonemobius cubensis
Neonemobius cubensis is een rechtvleugelig insect uit de familie krekels (Gryllidae). De wetenschappelijke naam van deze soort is voor het eerst geldig gepubliceerd in 1874 door Saussure.